# Régina !
Pour les articles homonymes, voir Régina (homonymie).
Pour plus de détails, voir Fiche technique et Distribution.
Régina ! (en islandais : Regína) est un film musical islandais réalisé par María Sigurðardóttir, sorti en 2001. Il fait partie de la série de films Contes pour tous et est la seule coproduction cinématographique entre le Québec et l'Islande à ce jour.

## Synopsis
Régina est une petite islandaise de onze ans qui souhaite ardemment partir en colonie de vacances. Hélas, sa mère ne veut rien savoir. Elle tente de gagner suffisamment d'argent avec l'aide de son ami Peter, aidée par le pouvoir de sa voix d'influencer les gens à faire ce qu'elle souhaite. Mais tout bascule quand un voleur de bijoux prend connaissance du pouvoir de Régina...

## Fiche technique
- Titre : Régina !
- Titre original : Regína
- Réalisation : María Sigurðardóttir
- Scénario : Sjón Sigurdsson et Margrét Örnólfsdóttir
- Production : Friðrik Þór Friðriksson et Chantal Lafleur
- Sociétés de production : Icelandic Film et Les Productions La Fête Inc.
- Musique : Margrét Örnólfsdóttir
- Photographie : Allen Smith
- Montage : Matthieu Roy-Décarie
- Décors : Helga I. Stefánsdóttir
- Costumes : Inconnu
- Pays :  Islande,  Canada,  Norvège et  Allemagne
- Format : Couleurs - 2,35:1 - Stéréo - 35 mm
- Genre : Comédie et film musical
- Durée : 90 minutes
- Dates de sortie : 26 décembre 2001 (première à Reykjavik), 4 janvier 2002 (Islande), 11 décembre 2002 (France)[2]

## Distribution
- Sigurbjörg Alma Ingólfsdóttir (VQ : Catherine Brunet) : Regina
- Benedikt Clausen (VQ : Laurent-Christophe De Ruelle) : Peter
- Baltasar Kormákur (VQ : Alain Zouvi) : Ivan
- Halldóra Geirharðsdóttir (VQ : Valérie Gagné) : Margaret
- Bjørn Ingi Hilmarsson (VQ : Serge Postigo) : Atli
- Sólveig Arnarsdóttir (VQ : Manon Arsenault) : Katherine
- Rúrik Haraldsson (VQ : Jean-Marie Moncelet) : Oliver
- Stefán Karl Stefánsson (VQ : Yvan Benoit) : Manni
- Magnús Ólafsson (VQ : Antoine Durand) : Nonni
- Thorhallur Sigurdsson (VQ : André Montmorency) : Jordan
- Margrét Helga Johannsdottir (VQ : Marika Lhoumeau) : Cynthia

## Distinctions
- Nomination au Prix Edda du meilleur film, de la meilleure actrice pour Halldóra Geirharðsdóttir et du meilleur second rôle féminin pour Sólveig Arnarsdóttir en 2002.